# کورمانایوو (شهرستان میشکینسکی، باشقیرستان)
کورمانایوو (انگلیسی: Kurmanayevo, Mishkinsky District, Republic of Bashkortostan) یک شهرک در شهرستان میشکینسکی استان باشقیرستان کشور روسیه است.